# Merragata brunnea
Merragata brunnea är en insektsart som beskrevs av Drake 1917. Merragata brunnea ingår i släktet Merragata och familjen vitmosseskinnbaggar. Inga underarter finns listade i Catalogue of Life.